# فرانكلين غاريت
فرانكلين غاريت (بالإنجليزية: Franklin Garrett)‏ هو مؤرخ أمريكي، ولد في 25 سبتمبر 1906، وتوفي في 5 مارس 2000.